# Анесий Африканский
Анесий — мученик африканский. День памяти — 31 марта. 
Святой Анесий был одним из нескольких христианских мучеников, пострадавших в Африке. Римский мартиролог помимо святого Анесия упоминает святых Феодула и Корнелиев. Иные источники, включая Commentarium Historicum ad Universum Romanum Martyrologium, содержат и другие имена, в частности, в них упоминаются святые Феликс, Порт, Абда и Валерия.